# Paracheilinus carpenteri
Paracheilinus carpenteri är en fiskart som beskrevs av Randall och Lubbock, 1981. Paracheilinus carpenteri ingår i släktet Paracheilinus och familjen läppfiskar. IUCN kategoriserar arten globalt som otillräckligt studerad. Inga underarter finns listade i Catalogue of Life.